# Godzilla: Destroy All Monsters Melee
Godzilla: Destroy All Monsters Melee es un juego de lucha basado en la franquicia Godzilla de Toho. Fue desarrollado por Pipeworks Software y publicado por Infogrames bajo la marca Atari para GameCube en 2002. Un juego complementario desarrollado por WayForward Technologies para Game Boy Advance, Godzilla: Domination!, fue lanzado en noviembre del mismo año. Destroy All Monsters Melee se lanzó más tarde para Xbox en 2003, con contenido adicional y gráficos mejorados.
Una secuela, Godzilla: Save the Earth, se estrenó en noviembre de 2004.

## Jugabilidad
El jugador selecciona uno de los once monstruos gigantes (Anguirus, Destoroyah, Gigan, Godzilla 90s, Godzilla 2000, King Ghidorah, Mecha-King Ghidorah, Megalon, Orga, Rodan o Mechagodzilla). El jugador debe derrotar a sus oponentes mediante puñetazos, patadas y ataques a las extremidades (normalmente un ataque de cola). Cada monstruo puede usar su ataque de rayo característico y lanzar objetos ambientales. Las fuerzas del ejército (tanques de misiles y congeladores) y el monstruo Hedorah (que ralentiza la regeneración de energía de un monstruo) también están presentes y atacan esporádicamente a todos los monstruos. Los extras incluyen orbes potenciadores, que brindan salud y energía adicionales, desbloquean un movimiento final o convocan a Mothra para un ataque aéreo. Las características adicionales incluyen la elección de varias ubicaciones y un modo de "destrucción" (en el que los jugadores compiten para destruir edificios en una ciudad) y un modo "cuerpo a cuerpo" (en el que hasta cuatro jugadores pueden competir simultáneamente).

## Recepción
El juego recibió "críticas mixtas o promedio" en todas las plataformas según el agregador de reseñas de videojuegos Metacritic.
Entertainment Weekly le dio a la versión de GameCube una B y afirmó que el mayor error del juego "es que simplemente no es lo suficientemente cursi". Sin embargo, The Cincinnati Enquirer le dio a la misma versión tres estrellas y media de cinco y afirmó que "si bien el juego tiene una variedad de modos de juego, no son muy profundos una vez que dominas los basicos." The Village Voice también le dio a la versión de Xbox una puntuación de 7 sobre 10 y afirmó que "Cuando los edificios se iluminan (el Big Ben, por ejemplo), puedes informar a tus oponentes qué hora es levantando la estructura y arrojándola a ellos."
El juego recaudó más de 15 millones de dólares en Estados Unidos.